# Leonardo Pettinari
Leonardo Pettinari, född den 19 april 1973 i Pontedera i Italien, är en italiensk roddare.
Han tog OS-silver i lättvikts-dubbelsculler i samband med de olympiska roddtävlingarna 2000 i Sydney.